# 少女塔 (伊斯坦布尔)

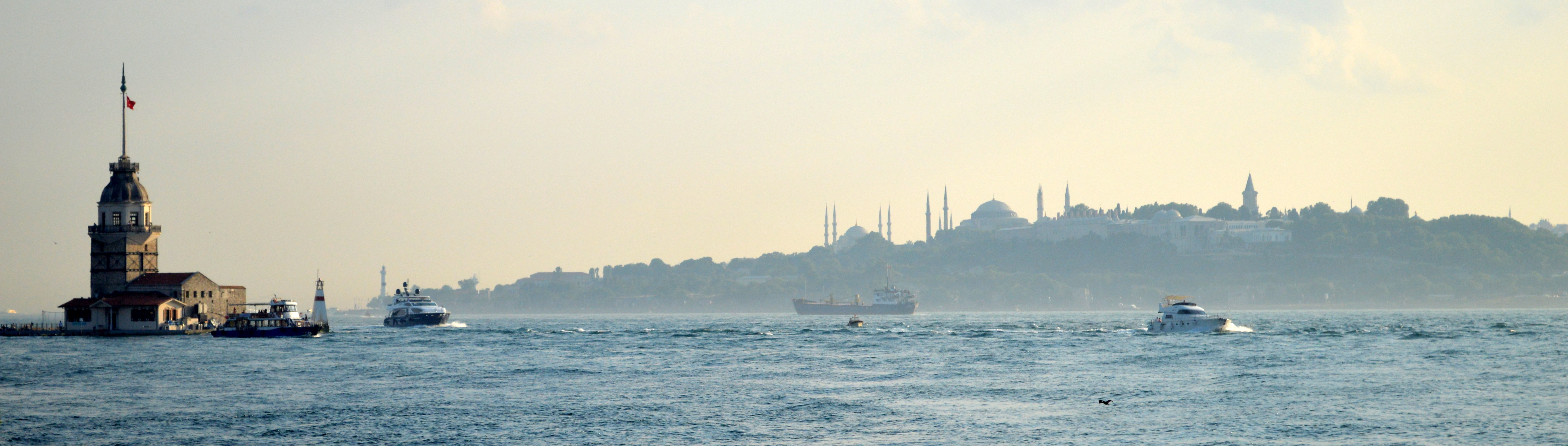

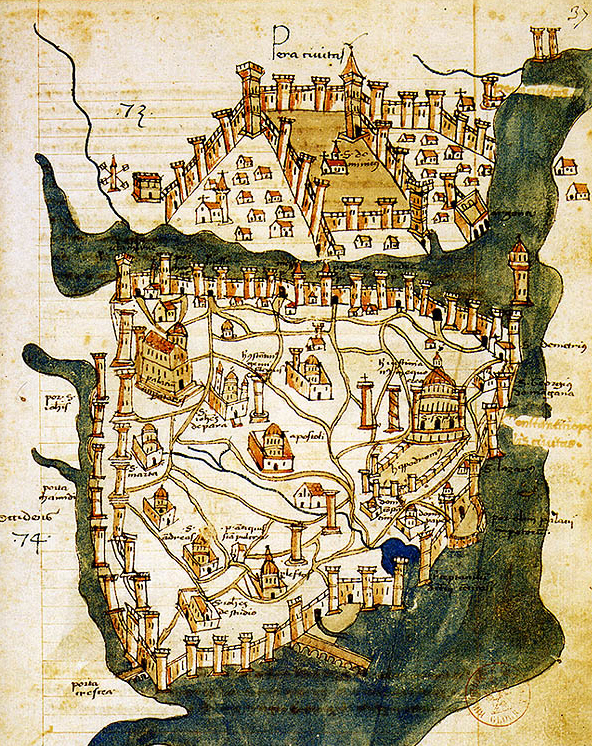

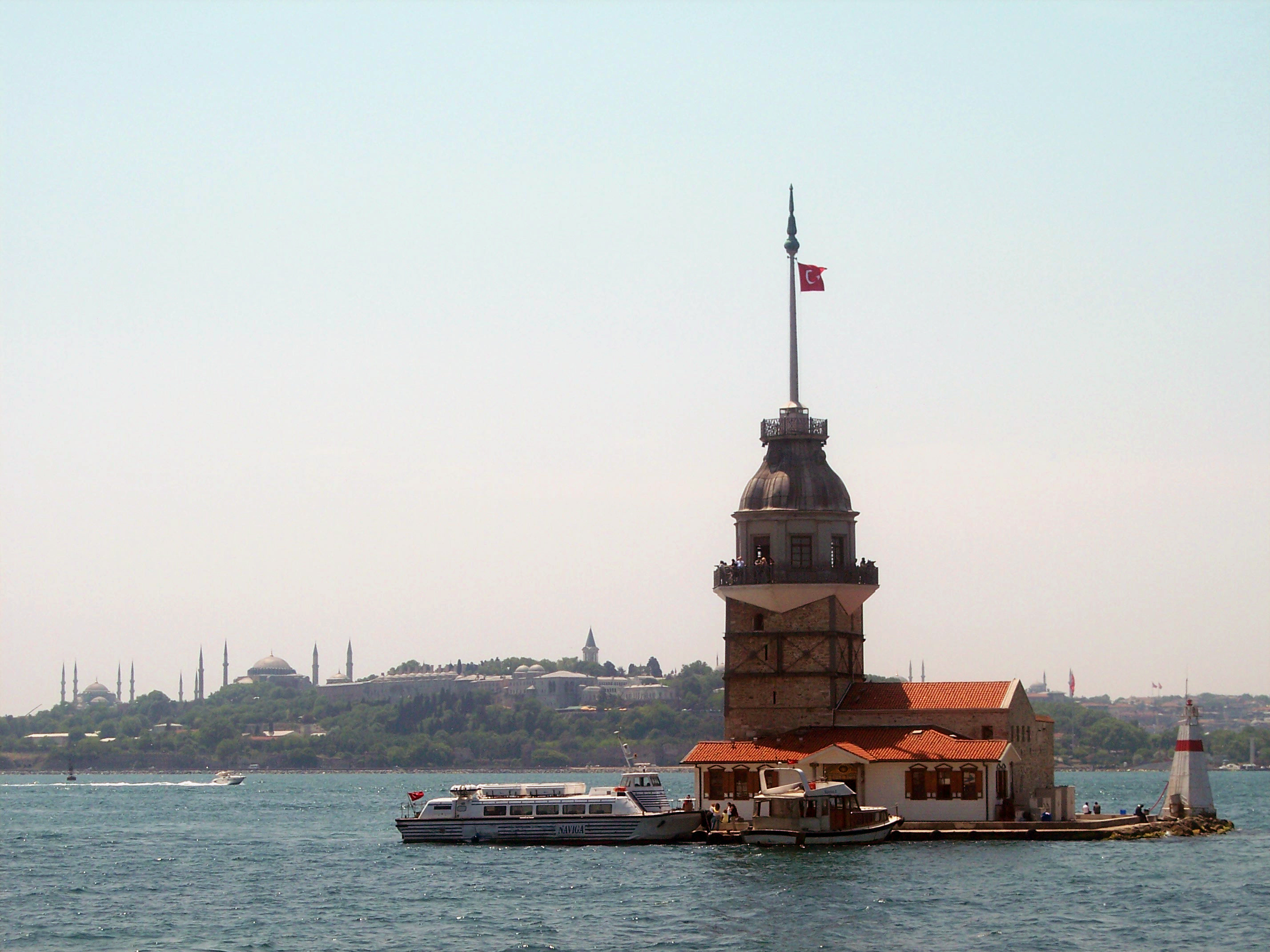

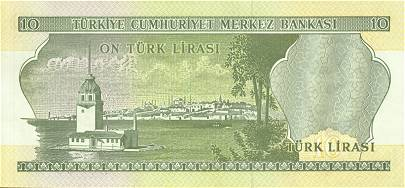

少女塔（土耳其語：Kız Kulesi）又名勒安得耳塔，是土耳其伊斯坦布尔博斯普鲁斯海峡南口处的一座古塔，距离亚洲一侧的于斯屈达尔海岸200米。少女塔由拜占庭帝国皇帝阿历克塞一世始建于1110年，在此用铁链封锁海峡，直到1453年君士坦丁堡陷落。
少女塔曾毁于1509年地震和1721年大火，此后用作灯塔，内部辟为咖啡馆和餐厅。
少女塔曾出现在1966–1981年土耳其10里拉纸币的反面。